# Lijst van Tweede Kamerleden 1963-1967

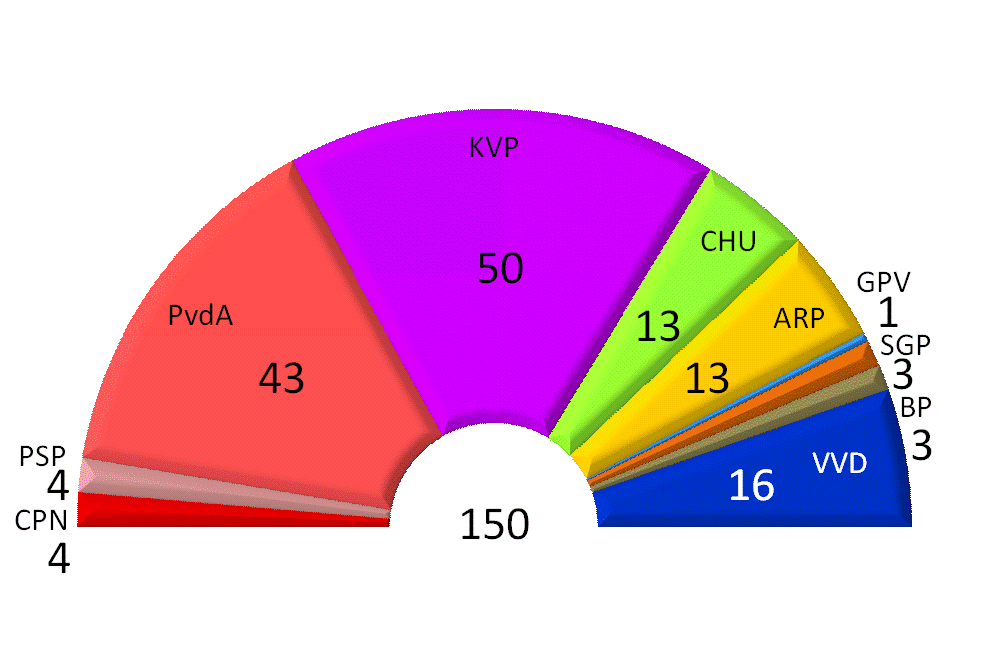
Zetelverdeling Tweede Kamer 1963-1967.

De samenstelling van de Tweede Kamer der Staten-Generaal 1963-1967 biedt een overzicht van de Tweede Kamerleden in de periode tussen de Tweede Kamerverkiezingen van 15 mei 1963 en de Tweede Kamerverkiezingen van 15 februari 1967. De regering werd in juli 1963 gevormd door het kabinet-Marijnen. De zittingsperiode ging in op 5 juni 1963. Er waren 150 Tweede Kamerleden.
De partijen staan in volgorde van grootte. De politici staan in alfabetische volgorde, uitgezonderd de fractievoorzitter, die telkens vetgedrukt als eerste van zijn of haar partij vermeld staat.

## Gekozen bij de verkiezingen van 15 mei 1963

### KVP (50 zetels)
- Wim de Kort, fractievoorzitter
- Piet Aalberse
- Leo Albering
- Jan Andriessen
- Willem Assmann
- Fons Baeten
- Pieter Blaisse
- Pieter Bogaers
- Theo Bot[1]
- Tiemen Brouwer
- Ben van Buel
- Jo Cals[1]
- Sjef van Dongen
- Harry van Doorn
- Willem Jozef Droesen
- Anthony Ernst Mary Duynstee
- Ben Engelbertink
- Piet Engels
- Frans Gijzels[1]
- Martien van Helvoort
- Nico van den Heuvel
- Martinus Maria Aloysius Antonius Janssen[2]
- Annie Kessel
- Cor Kleisterlee jr.
- Marga Klompé[1]
- Jo van Koeverden
- Truus Kok
- Eric Kolfschoten
- Dick Laan
- Anton Lucas
- Jan Maenen
- Victor Marijnen[1]
- Cees van Meel
- Joep Mommersteeg
- Harry Moorman
- Roelof Nelissen
- Harrij Notenboom
- Kees van der Ploeg
- Karel van Rijckevorsel
- Norbert Schmelzer[1]
- Herman Schoemaker
- Wim Schuijt
- Louis van Son
- Frans-Joseph van Thiel
- Gerard Veldkamp[1]
- Netty de Vink
- Jan de Vreeze
- Toon Weijters
- Tjerk Westerterp[3]
- Johan Zwanikken

### PvdA (43 zetels)
- Anne Vondeling, fractievoorzitter
- Ies Baart
- Jan Berger
- Jaap Blom
- Jan Bommer
- Cor Brandsma
- Gerda Brautigam
- Frits Daams
- Cees Egas
- Henk Engelsman
- Huub Franssen
- Frans Goedhart
- Marinus van der Goes van Naters
- Took Heroma-Meilink
- Cors Kleijwegt
- Jo Koopman
- Ferdinand Jan Kranenburg
- Jan Lamberts
- Trees Lemaire
- Theo van Lier
- Gerard Nederhorst
- Ad Oele
- Connie Patijn
- Harry Peschar
- Siep Posthumus
- Jan Reehorst
- Dirk Roemers
- Geert Ruygers
- Johan Scheps
- Tineke Schilthuis
- Hannie Singer-Dekker
- Max van der Stoel
- Ko Suurhoff
- Sjeng Tans
- Bas van den Tempel
- Auke van Urk
- Willem Vermooten
- Pieter Vis
- Henk Vredeling
- Theo Westerhout
- Ep Wieldraaijer
- Wiebe Wierda
- Joan Willems

### VVD (16 zetels)
- Edzo Toxopeus[1], fractievoorzitter
- Cees Berkhouwer
- Jeanette ten Broecke Hoekstra
- Han Corver
- Jean Hubert Couzy
- Klaas van Dijk
- Molly Geertsema
- Theo Joekes
- Ada Kuiper-Struyk
- Bert Oldenbanning
- Haya van Someren-Downer
- Joke Stoffels-van Haaften
- Danny Tuijnman
- Martin Visser
- Johan Witteveen
- Roelof Zegering Hadders

### ARP (13 zetels)
- Henk van Eijsden, fractievoorzitter
- Wim Aantjes
- Jan van Bennekom
- Barend Biesheuvel
- Jan van Eibergen
- Pieter Elfferich
- Garmt Kieft
- Jan Meulink
- Bauke Roolvink[1]
- Jan Smallenbroek
- Jacqueline Rutgers
- Thieleman Versteeg
- Tjebbe Walburg

### CHU (13 zetels)
- Henk Beernink, fractievoorzitter
- Corstiaan Bos
- Isaäc Nicolaas Theodoor Diepenhorst
- Wil van Gelder
- Henk Kikkert
- Durk van der Mei
- Jur Mellema
- Cor van der Peijl
- Willem Scholten
- Hein Schuring
- Arnold Tilanus
- Teun Tolman
- Christine Wttewaall van Stoetwegen

### PSP (4 zetels)
- Henk Lankhorst, fractievoorzitter
- Hans Bruggeman
- Wim Meijer
- Gerard Slotemaker de Bruïne

### CPN (4 zetels)
- Paul de Groot, fractievoorzitter
- Marcus Bakker
- Henk Hoekstra
- Tjalle Jager

### SGP (3 zetels)
- Cor van Dis, fractievoorzitter
- Hette Abma[4]
- David Kodde[5]

### Boerenpartij (3 zetels)
- Hendrik Koekoek, fractievoorzitter
- Evert Jan Harmsen
- Poulus Voogd

### GPV (1 zetel)
- Piet Jongeling, fractievoorzitter

## Bijzonderheden
- Joseph Luns (KVP) bedankte voor de benoeming van Tweede Kamerlid. Zijn opvolger Tjerk Westerterp werd op 31 juli 1963 geïnstalleerd.

## Tussentijdse mutaties

### 1963
- 16 juli: Henk van Eijsden liet hij zich wegens ziekte vervangen als fractievoorzitter van de ARP. Barend Biesheuvel werd dezelfde dag nog aangesteld als waarnemend fractievoorzitter.
- 24 juli: Pieter Bogaers, Theo Bot, Victor Marijnen, Gerard Veldkamp (allen KVP), Edzo Toxopeus, Johan Witteveen (beiden VVD) en Barend Biesheuvel (ARP) namen ontslag vanwege hun benoeming tot minister in het kabinet-Marijnen. Hun opvolgers waren Pierre Lardinois, Louis Horsmans, Tom Verdijk, Jacques Aarden (allen KVP), Kees Kammeraad, Frits Portheine (beiden VVD) en Nico Geelkerken (ARP). Verdijk, Aarden, Kammeraad en Portheine werden op 31 juli dat jaar geïnstalleerd, Lardinois en Horsmans op 17 september 1963. Toxopeus werd als fractievoorzitter van de VVD op 24 juli 1963 opgevolgd door Molly Geertsema, Biesheuvel werd dezelfde dag als waarnemend fractievoorzitter van de ARP opgevolgd door Jan Smallenbroek.
- 14 augustus: Cees van Meel (KVP) overleed. Zijn opvolger Theo van Eupen werd op 17 september dat jaar geïnstalleerd.
- 17 september: Trees Lemaire (PvdA) nam ontslag uit onvrede over haar werk in de Tweede Kamer. Haar opvolger Jan Wilmans werd dezelfde dag nog geïnstalleerd.
- 18 september: David Kodde (SGP) nam ontslag om gezondheidsredenen. Zijn opvolger Marinus Abraham Mieras werd op 29 oktober dat jaar geïnstalleerd.
- 1 oktober: Jo Koopman (PvdA) nam ontslag vanwege zijn benoeming tot docent aan de Universiteit van Nairobi in Kenia. Zijn opvolger Joop Voogd werd dezelfde dag nog geïnstalleerd.
- 28 november: Isaäc Nicolaas Theodoor Diepenhorst (CHU) nam ontslag vanwege zijn benoeming tot staatssecretaris in het kabinet-Marijnen. Zijn opvolger Pieter Bode werd op 11 december dat jaar geïnstalleerd.
- 1 december: Wim Meijer (PSP) nam ontslag om gezondheidsredenen. Zijn opvolger Piet Burggraaf werd op 11 december dat jaar geïnstalleerd.
- 7 december: Wim de Kort nam ontslag als fractievoorzitter van de KVP nadat het bestuur van deze partij het vertrouwen in hem had opgezegd. Hij werd dezelfde dag nog opgevolgd door Norbert Schmelzer.
- 15 december: Paul de Groot nam ontslag als fractievoorzitter van de CPN. Hij werd dezelfde dag nog opgevolgd door Marcus Bakker.

### 1964
- 1 februari: Ferdinand Jan Kranenburg (PvdA) nam ontslag vanwege zijn benoeming tot commissaris van de Koningin in Noord-Holland. Zijn opvolger Reint Laan werd op 4 februari dat jaar geïnstalleerd.
- 16 juli: Henk van Eijsden (ARP), titelvoerend fractievoorzitter van zijn partij, overleed. Jan Smallenbroek, die zijn taken als fractievoorzitter waarnam, werd op 15 september dat jaar aangesteld als zijn officiële opvolger in deze functie. Als Tweede Kamerlid werd van Eijsden op 15 september 1964 opgevolgd door Maarten Schakel sr..
- 1 september: Jan van Eibergen (ARP) nam ontslag omdat de combinatie van zijn Tweede Kamerlidmaatschap met het voorzitterschap van het Christelijk Nationaal Vakverbond te moeilijk was. Zijn opvolger Jaap Boersma werd op 15 september dat jaar geïnstalleerd.
- 6 september: Frans Gijzels (KVP) nam ontslag omdat de combinatie van zijn Tweede Kamerlidmaatschap met het burgemeesterschap van Heerlen te moeilijk was. Zijn opvolger Cas van Beek werd op 15 september dat jaar geïnstalleerd.

### 1965
- 26 januari: Martinus Maria Aloysius Antonius Janssen (KVP), die na de verkiezingen van 1963 om gezondheidsredenen niet formeel werd geïnstalleerd, vertrok uit de Tweede Kamer. Zijn opvolger Ferdinand Fiévez werd dezelfde dag nog geïnstalleerd.
- 11 maart: Theo van Eupen (KVP) kwam om het leven bij een auto-ongeluk. Zijn opvolger Victor Marijnen werd op 27 april dat jaar geïnstalleerd.
- 13 april: Jo Cals (KVP), Ko Suurhoff, Anne Vondeling (beiden PvdA) en Jan Smallenbroek (ARP) namen ontslag vanwege hun benoeming tot minister in het kabinet-Cals. Hun opvolgers waren Jacobus Wilhelmus Maria van de Noort (KVP), Wybrand Schuitemaker, Rob van den Bergh (beiden PvdA) en Kees Boertien (ARP). Boertien werd geïnstalleerd op 18 mei 1965, Schuitemaker op 16 juni, van de Noort op 22 juni en van den Bergh op 29 juni. Anne Vondeling werd als fractievoorzitter van de PvdA op 14 april dat jaar opgevolgd door Gerard Nederhorst, Jan Smallenbroek werd op 15 april dat jaar als fractievoorzitter van de ARP opgevolgd door Bauke Roolvink.
- 9 mei: Cees Egas (PvdA) nam ontslag vanwege zijn benoeming tot staatssecretaris in het kabinet-Cals. Zijn opvolger Jakob Vellenga werd op 8 juni dat jaar geïnstalleerd.
- 10 mei: Jan Berger (PvdA) nam ontslag vanwege zijn benoeming tot burgemeester van Eindhoven. Zijn opvolger Sake van der Ploeg werd op 29 juni dat jaar geïnstalleerd.
- 13 mei: Siep Posthumus (PvdA) nam ontslag vanwege zijn benoeming tot staatssecretaris in het kabinet-Cals. Zijn opvolger Wouter van der Gevel werd op 8 juni dat jaar geïnstalleerd.
- 11 juli: Theo Westerhout (PvdA) nam ontslag vanwege zijn benoeming tot staatssecretaris in het kabinet-Cals. Zijn opvolger Bob Leibbrandt werd op 13 juli dat jaar geïnstalleerd.
- 20 juli: Max van der Stoel (PvdA) nam ontslag vanwege zijn benoeming tot staatssecretaris in het kabinet-Cals. Zijn opvolger Theodorus Jacobus Hogendorp werd op 21 september dat jaar geïnstalleerd.
- 15 september: Ada Kuiper-Struyk (VVD) nam ontslag om gezondheidsredenen. Haar opvolger Edzo Toxopeus werd op 21 september dat jaar geïnstalleerd.
- 16 september: Bert Oldenbanning (VVD) vertrok uit de Tweede Kamer vanwege zijn benoeming tot directeur van de Rijks Hogere Landbouwschool van Groningen. Zijn opvolger Johan Witteveen werd op 21 september dat jaar geïnstalleerd.

### 1966
- 15 januari: Victor Marijnen (KVP) vertrok uit de Tweede Kamer. Zijn opvolger Karel van Laak werd op 15 februari dat jaar geïnstalleerd.
- 1 februari: Paul de Groot (CPN) vertrok uit de Tweede Kamer. Zijn opvolger Annie van Ommeren-Averink werd op 8 februari dat jaar geïnstalleerd.
- 12 maart: Molly Geertsema nam ontslag als fractievoorzitter van de VVD en werd dezelfde dag nog opgevolgd door Edzo Toxopeus.
- 26 mei: Jaap Blom (PvdA) overleed. Zijn opvolger Ed Berg werd op 21 juni dat jaar geïnstalleerd.
- 1 september: Jan Meulink (ARP) nam ontslag omdat de combinatie van zijn Tweede Kamerlidmaatschap met het lidmaatschap van de Gedeputeerde Staten van Overijssel. Zijn opvolger Wietze van der Sluis werd op 20 september dat jaar geïnstalleerd.
- 10 september: Pieter Elfferich (ARP) nam ontslag vanwege zijn verkiezing tot lid van de Eerste Kamer der Staten-Generaal. Haar opvolger Hannie van Leeuwen werd op 15 november dat jaar geïnstalleerd.
- 30 september: Anton Lucas (KVP) vertrok uit de Tweede Kamer. Zijn opvolger Rinus Peijnenburg werd op 4 oktober dat jaar geïnstalleerd.
- 1 oktober: Herman Schoemaker (KVP) nam ontslag vanwege zijn benoeming tot lid van de Gedeputeerde Staten van Overijssel. Zijn opvolger Leo de Bekker werd op 29 november dat jaar geïnstalleerd.
- 14 oktober: Wim de Kort (KVP) vertrok uit de Tweede Kamer. Zijn opvolger Lambertus Wilhelm Reestman werd op 29 november dat jaar geïnstalleerd.
- 22 november: Marga Klompé (KVP) nam ontslag vanwege haar benoeming tot minister in het kabinet-Zijlstra. Haar opvolgster Ans van der Werf-Terpstra werd op 1 december dat jaar geïnstalleerd.
- 13 december: Poulus Voogd (Boerenpartij) scheurde zich af van zijn fractie nadat zijn partij besloot om hem niet op de lijst te plaatsen bij de aanstaande Tweede Kamerverkiezingen. Vervolgens vormde hij de eenmansfractie Groep-Voogd.

1815-1818 ·
1818-1821 ·
1821-1824 ·
1824-1827 ·
1827-1830 ·
1830-1833 ·
1833-1836 ·
1836-1839 ·
1839-1842 ·
1842-1845 ·
1845-1848 ·
1848-1849 ·
1849-1850 ·
1850-1852 ·
1852-1853 ·
1853-1854 ·
1854-1856 ·
1856-1858 ·
1858-1860 ·
1860-1862 ·
1862-1864 ·
1864-1866 ·
1866 (sep) ·
1866-1868 ·
1868-1869 ·
1869-1871 ·
1871-1873 ·
1873-1875 ·
1875-1877 ·
1877-1879 ·
1879-1881 ·
1881-1883 ·
1883-1884 ·
1884-1886 ·
1886-1887 ·
1887-1888 ·
1888-1891 ·
1891-1894 ·
1894-1897 ·
1897-1901 ·
1901-1905 ·
1905-1909 ·
1909-1913 ·
1913-1917 ·
1917-1918 ·
1918-1922 ·
1922-1925 ·
1925-1929 ·
1929-1933 ·
1933-1937 ·
1937-1946 ·
1946-1948 ·
1948-1952 ·
1952-1956 ·
1956-1959 ·
1959-1963 ·
1963-1967 ·
1967-1971 ·
1971-1972 ·
1972-1977 ·
1977-1981 ·
1981-1982 ·
1982-1986 ·
1986-1989 ·
1989-1994 ·
1994-1998 ·
1998-2002 ·
2002-2003 ·
2003-2006 ·
2006-2010 ·
2010-2012 ·
2012-2017 ·
2017-2021 ·
2021-2023 ·
2023-heden
Overzicht historische zetelverdeling